# Graptolite Island
Graptolite Island (englisch für Graptolitheninsel, in Argentinien Isla Graptolita) ist eine 800 m lange Insel unweit der Südostküste der Insel Laurie Island im Archipel der Südlichen Orkneyinseln. Sie liegt im nordöstlichen Abschnitt der Fitchie Bay.
In den Karten des britischen Seefahrers James Weddell aus dem Jahr 1825 sind an dieser Stelle zwei Inseln eingezeichnet. Teilnehmer der Scottish National Antarctic Expedition (1902–1904) unter der Leitung des Polarforschers William Speirs Bruce klärten diesen Irrtum im Jahr 1903 auf und benannten die Insel nach den zahlreichen hier gefundenen Graptolithenfossilien.